# Чаннин (Хэнъян)
Чанни́н (кит. упр. 常宁, пиньинь Chángníng) — городской уезд городского округа Хэнъян провинции Хунань (КНР).

## История
В эпоху Троецарствия, когда эти земли входили в состав государства У, из западной части уезды Лэйян были выделены уезды Синьнин (新宁县) и Синьпин (新平县). Во времена империи Цзинь уезд Синьпин был в 396 году присоединён к уезду Синьнин. Во времена империи Тан уезд был в 742 году переименован в Чаннин (常宁县). После монгольского завоевания и образования империи Юань в связи с многочисленностью местного населения уезд был в 1282 году поднят в статусе до области, но после свержения власти монголов и установления империи Мин в связи с тем, что численность местного населения сильно уменьшилась, область была в 1370 году вновь понижена в статусе до уезда.
После образования КНР в 1949 году был создан Специальный район Хэнъян (衡阳专区), и уезд вошёл в его состав. В 1952 году Специальный район Хэнъян был расформирован, и его административные единицы перешли в состав новой структуры — Сяннаньского административного района (湘南行政区). В 1954 году Сяннаньский административный район был упразднён, и был вновь образован Специальный район Хэнъян.
В 1970 году Специальный район Хэнъян был переименован в Округ Хэнъян (衡阳地区).
Постановлением Госсовета КНР от 8 февраля 1983 года был расформирован округ Хэнъян, его административные единицы перешли под юрисдикцию властей города Хэнъян, превратившегося таким образом в городской округ.
Постановлением Госсовета КНР от 26 ноября 1996 года уезд Чаннин был преобразован в городской уезд.

## Административное деление
Городской уезд делится на 3 уличных комитета, 14 посёлков, 3 волости и 1 национальную волость.